# Роузленд (Луїзіана)
Роузленд (англ. Roseland) — місто (англ. town) в США, в окрузі Танґіпаоа штату Луїзіана. Населення — 880 осіб (2020).

## Географія
Роузленд розташований за координатами 30°45′50″ пн. ш. 90°30′38″ зх. д. / 30.76389° пн. ш. 90.51056° зх. д. (30.763924, -90.510624).  За даними Бюро перепису населення США в 2010 році місто мало площу 5,87 км², з яких 5,38 км² — суходіл та 0,49 км² — водойми.

## Демографія
Згідно з переписом 2010 року, у місті мешкали 1123 особи в 415 домогосподарствах у складі 282 родин. Густота населення становила 191 особа/км².  Було 471 помешкання (80/км²).
Расовий склад населення:
| - 66,1 % — чорних або афроамериканців - 32,0 % — білих - 0,4 % — корінних американців - 0,2 % — азіатів |

До двох чи більше рас належало 1,2 %. Частка іспаномовних становила 1,1 % від усіх жителів.
За віковим діапазоном населення розподілялося таким чином: 27,6 % — особи молодші 18 років, 60,0 % — особи у віці 18—64 років, 12,4 % — особи у віці 65 років та старші. Медіана віку мешканця становила 34,4 року. На 100 осіб жіночої статі у місті припадало 90,7 чоловіків;  на 100 жінок у віці від 18 років та старших — 88,6 чоловіків також старших 18 років.
Середній дохід на одне домашнє господарство  становив 34 552 долари США (медіана — 28 482), а середній дохід на одну сім'ю — 41 218 доларів (медіана — 35 179). Медіана доходів становила 30 417 доларів для чоловіків та 32 417 доларів для жінок. За межею бідності перебувало 29,7 % осіб, у тому числі 38,3 % дітей у віці до 18 років та 35,3 % осіб у віці 65 років та старших.
Цивільне працевлаштоване населення становило 360 осіб. Основні галузі зайнятості: освіта, охорона здоров'я та соціальна допомога — 29,2 %, мистецтво, розваги та відпочинок — 17,5 %, публічна адміністрація — 13,3 %, будівництво — 10,8 %.